# Marc Quaden
Marc Quaden (1 december 1970) is een Nederlands voormalig voetballer die uitkwam voor MVV, Patro Eisden, KFC Herentals, SK Heusden, KFC Diest en KVV weerstand Koersel. Hij speelde als aanvaller.